# Chrysobothris cornigera
Chrysobothris cornigera es una especie de escarabajo del género Chrysobothris, familia Buprestidae. Fue descrita científicamente por Fisher en 1944.